# Пинака
Пи́нак(а) (др.-греч. πίναξ — дощечка для записей, писчая табличка) — в Древней Греции таблички из дерева, обожжённой глины, мрамора или бронзы. Они преподносились в дар богам (вотивный предмет), а также использовались для записей. Пинаки также прикреплялись к стенам гробниц.
По свидетельству Витрувия помещения в храмах и в жилых домах, где хранились пинаки, назывались вплоть до периода поздней античности пинакотеками. Позднее термин «пинакотека» стал использоваться для картинных галерей.
Пинаки находятся в экспозициях многих музеев, например, Национального археологического музея в Афинах, Музея истории искусств в Вене и Античного собрания в Берлине. Наиболее известные экземпляры относятся к VIII и VII вв. до н. э. и в высоту составляют от 30 до 65 см. Росписью пинак занимались известные вазописцы, например, Эксекий.